# Endocellion glaciale
Endocellion glaciale là một loài thực vật có hoa trong họ Cúc. Loài này được (Ledeb.) Toman mô tả khoa học đầu tiên năm 1972.